# Lambafell (kulle i Island, Suðurland, lat 63,68, long -18,46)
Lambafell är en kulle i republiken Island. Den ligger i regionen Suðurland, i den södra delen av landet, 180 km öster om huvudstaden Reykjavík. Toppen på Lambafell är 97 meter över havet.
Trakten runt Lambafell är nära nog obefolkad, med mindre än två invånare per kvadratkilometer. Det finns inga samhällen i närheten. Trakten runt Lambafell består i huvudsak av gräsmarker.